# Otakar Ostrčil
Otakar Ostrčil (ur. 25 lutego 1879 w Pradze, zm. 20 sierpnia 1935 tamże) – czeski kompozytor i dyrygent.

## Życiorys
W latach 1897–1901 odbył studia filologiczne na Uniwersytecie Karola. Uczył się prywatnie gry na fortepianie u Adolfa Mikeša (1893–1895) i kompozycji u Zdenka Fibicha (1895–1900). Od 1908 do 1922 roku prowadził w Pradze amatorski zespół Orchestrální sdružení, z którym wykonywał dzieła współczesnych kompozytorów czeskich. W latach 1914–1918 był dyrygentem opery Teatru na Vinohradach. Od 1919 roku był kierownikiem artystycznym, a od 1920 roku jako następca Karela Kovařovica także dyrygentem opery Teatru Narodowego w Pradze. W latach 1924–1933 pełnił funkcję prezesa towarzystwa muzyki współczesnej. Od 1926 do 1929 roku był wykładowcą dyrygentury w Konserwatorium Praskim. 

## Twórczość
W swojej twórczości kontynuował tradycje romantyczne w muzyce czeskiej, wzbogacając swój język dźwiękowy także o elementy modernistyczne. Jako dyrygent utrzymywał działalność teatrów operowych na wysokim poziomie, prezentując opery współczesnych kompozytorów czeskich takich jak Leoš Janáček, Otakar Zich czy Otakar Jeremiáš, a także przywracając na sceny zapomniane już dzieła twórców XIX-wiecznych. Był propagatorem awangardy muzycznej, wykonywał m.in. mało znane ówcześnie w Czechach utwory Gustava Mahlera. Poprowadził czeskie premiery Peleasa i Melisandy Claude’a Debussy’ego, Pietruszki Igora Strawinskiego (1925), Wozzecka Albana Berga (1926) i Króla Rogera Karola Szymanowskiego (1932).

## Wybrane kompozycje
(na podstawie materiałów źródłowych)

### Utwory orkiestrowe
- Selská slavnost (1898)
- Suita G-dur (1898)
- poemat symfoniczny Pohádka o Šemiku (1899)
- Symfonia A-dur (1905)
- Impromptu (1911)
- Suita c-moll (1912)
- Sinfonietta (1921)
- poemat symfoniczny Léto (1925–1926)
- wariacje symfoniczne Křízová cesta (1928)

### Utwory kameralne
- Kwartet smyczkowy H-dur (1899)
- Sonatina na altówkę, skrzypce i fortepian (1925)

### Opery
- Vlasty skon (1900–1903, wyst. Praga 1904)
- Kunálovy oči (wyst. Praga 1908)
- Poupě (1909–1910, wyst. Praga 1911)
- Legenda z Erinu (1913–1919, wyst. Brno 1921)
- Honzovo královstvi (1928–1933, wyst. Brno 1934)